# Plankenfels
Plankenfels est une commune de Bavière (Allemagne), située dans l'arrondissement de Bayreuth, dans le district de Haute-Franconie.